# اوریسیا
اوریسیا (به عربی: أوریسیا) یک شهرداری در الجزایر است که در استان سطیف واقع شده‌است.